# Sobralia ecuadorana
Sobralia ecuadorana är en orkidéart som beskrevs av Dodson. Sobralia ecuadorana ingår i släktet Sobralia och familjen orkidéer.
Artens utbredningsområde är Ecuador. Inga underarter finns listade i Catalogue of Life.